# Jérôme Lejeune
Jerome (Jérôme) Jean Louis Lejeune (ur. 13 czerwca 1926 w Montrouge, zm. 3 kwietnia 1994) – francuski lekarz i genetyk, Czcigodny Sługa Boży Kościoła katolickiego. 

## Życiorys
Odkrywca etiologii zespołu Downa – trisomii chromosomu 21, doktor medycyny i doktor nauk Sorbony w Paryżu. Członek Papieskiej Akademii Nauk. Jan Paweł II mianował go pierwszym przewodniczącym Papieskiej Akademii Życia. Był też doradcą naukowym stowarzyszenia Laissez-les-vivre-SOS futures mères.   
Stał na stanowisku, że ludzkie życie rozpoczyna się od momentu poczęcia i był przeciwnikiem aborcji. Kardynał Jean-Marie Lustiger nazywał go jednym z najżarliwszych obrońców życia.  
Czcigodny Sługa Boży Kościoła katolickiego – 21 stycznia 2021 roku papież Franciszek zatwierdził dekret o heroiczności jego cnót, otwierając drogę do jego beatyfikacji.

## Dorobek naukowy
Na początku swojej kariery zawodowej był pediatrą. Później znany z prac z dziedziny genetyki. Dokonał odkrycia etiologii zespołu Downa – trisomii chromosomu 21, za które to odkrycie w 1962 roku otrzymał nagrodę Fundacji Josepha P. Kennedy'ego. Ponadto w 1963 opisał jako pierwszy zespół cri du chat, którego przyczyną okazała się delecja krótkiego ramienia 5 chromosomu. Czasami zespół ten nazywany był zespołem Lejeune'a. Odkrył ponadto związek pomiędzy niedoborem kwasu foliowego u kobiet ciężarnych a ryzykiem wystąpienia wad cewy nerwowej u płodu. 
Jego odkrycia z dziedziny genetyki nabrały szczególnego znaczenia dla określenia statusu prawnego embrionów ludzkich.